# بطولة الوزن الثقيل العالمية دبليو سي دبليو
بطولة العالم للوزن الثقيل لاتحاد دبليو سي دبليو (بالإنجليزية: WCW World Heavyweight Championship)‏ كانت أهم بطولات اتحاد ورلد تشامبيونشيب ريسلينغ (WCW)، وقد كانت البطولة تًمنح بحزام البيغ غولد تبعاً لاتحاد NWA والذي أصدر الحزام، حيث كانت بداية ظهور الحزام في اتحاد دبليو سي دبليو عام 1991 وكان حامله حينها ريك فلير بعد تغلبه على ستينغ في أحد عروض إن دبليو إيه المحلية، وانتهت ملكيته لاتحاد دبليو سي دبليو في 23 مارس عام 2001 عند آخر عرض من عروض دبليو سي دبليو مونداي نايترو في العرض الذي عُرف بـ«ليلة البطولات» وكان حامله حينها بوكر تي وأحتفظ به بعد تغلبه على سكوت ستاينر.
انتقلت بعد ذلك ملكية الحزام لاتحاد وورلد ريستلينغ فيدراشن (WWE) وذلك بعد أن قام فينيس مكمان بشراء اتحاد دبليو سي دبليو عام 2001 ومع انتقال بوكر تي حامل اللقب إلى الاتحاد نافس عليه، وظل الحزام تبعا لاتحاد دبليو دبليو إي وكان آخر بطل للقب هو كريس جيريكو.